# Pelagické ostrovy

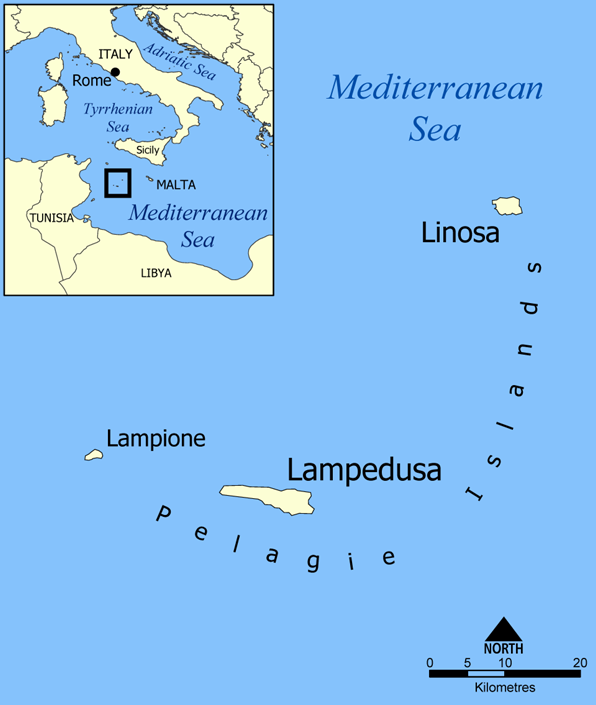
Pelagické ostrovy

Pelagické ostrovy (italsky Isole Pelagie) je souostroví ve Středozemním moři mezi Sicílií, Maltou a Tuniskem. Je součástí provincie Agrigento v Itálii. Název pochází z řeckého pelaghi, což znamená moře.

## Geografie
Geograficky náleží souostroví k africkému kontinentu. Rozloha souostroví činí 26,8 km². Skládá se ze tří malých ostrovů:
|   | ostrov    | italsky            | rozloha (km²) | nejvyšší vrchol   | max.nadm.výška (m) |
| - | --------- | ------------------ | ------------- | ----------------- | ------------------ |
| 1 | Lampedusa | Isola di Lampedusa | 20,2          | L'albero del Sole | 133                |
| 2 | Linosa    | Isola di Linosa    | 5,4           | Monte Vulcano     | 195                |
| 3 | Lampione  | Isola Lampione     | 0,036         | ?                 | 36                 |